# Hans heiratet
Hans heiratet ist ein Schwank (ATU 859 (3, 2)). Er steht in den Kinder- und Hausmärchen der Brüder Grimm ab der 2. Auflage von 1819 an Stelle 84 (KHM 84) und stammt aus Johannes Praetorius’ Wünschelruthe von 1667. Dessen Vorlage war ein unter dem Pseudonym „Ernst Wolgemuth aus Warhausen im Warnethal“ erschienenes Schwankbuch 500 Haupt-Pillen. Bei Grimm schrieb sich der Titel Hans heirathet.

## Inhalt
Der Pate will Hans eine Braut werben. Er setzt ihn hinter den Ofen, lässt ihn eine Münze halten und Brot in Milch brocken. Dem geizigen Brautvater erzählt er, Hans säße warm, habe Geld in der Hand, was einzubrocken und viele Placken (was sowohl Güter als auch Flicken heißt). Der Vater ist einverstanden. Nach der Hochzeit will die Braut die Güter sehen. Hans zieht vorsichtshalber ein altes Kleid an. Wenn die Braut auf die Felder schaut, haut er auf seine Flicken und sagt, das gehöre ihm. Der Erzähler antwortet auf die Frage, ob er auch auf der Hochzeit gewesen sei, ja, seine Kappe aus Schnee habe die Sonne geschmolzen, sein Kleid aus Spinnweben haben die Dornen zerrissen und seine gläsernen Schuhe seien an einem Stein zerbrochen.

## Herkunft

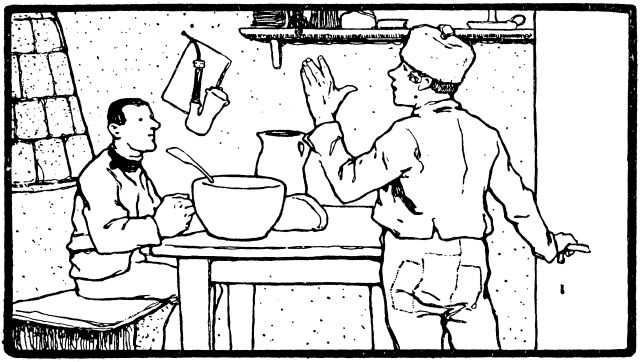
Illustration von Otto Ubbelohde, 1909

Grimms Anmerkung nennt die Quelle, Johannes Praetorius’ Wünschelruthe, 1667. Das Angeben mit der Münze hätten sie oft als Scherz gehört. Der Schlusswitz mit der Kappe aus Schnee usw. sei aus mündlicher Überlieferung zugefügt, wie es oft am Schluss der Märchen gemacht werde (vgl. KHM 91, 70a). Dagegen schließen Praetorius und dessen unter Pseudonym erschienene Vorlage mit einer Warnung vor Leichtgläubigkeit. Solche doppeldeutige Prahlereien des Brautwerbers waren in Schwankbüchern des 17. und 18. Jahrhunderts beliebt (vgl. KHM 33a). Er „hat was einzubrocken“ erscheint meist als „etwas zu beißen und zu brocken“, etwa bei Johannes Agricola, er „sitzt warm“ schon bei Hans Sachs. Der Name „Hans“ steht hier erst bei Grimm. Der Witz mit den Glasschuhen erscheint später in Ulrich Jahns Volksmärchen aus Pommern und Rügen, Nr. 12 Vom Königssohn, der noch zu jung zum Heiraten sein sollte.